# Sleaszy Rider Records
Sleaszy Rider Records ist ein 1999 in Griechenland gegründetes unabhängiges Metal- und Hard-Rock-Label.

## Geschichte
Sleaszy Rider Records wurde 1999 als Musikvertrieb in Athen von Tolis G. Palantzas gegründet. Nach zwei Jahren begann Palantzas damit selbst Musik zu verlegen. Dabei veröffentlichte Sleazy Rider Records von Beginn an unterschiedliche Spielweisen des Metal und Hard Rock. Im Jahr 2004 siedelte das Label in die Region Epirus um. Zum Ende des Jahres 2020 dann siedelte das Label erneut um. Sleaszy Rider Records verließ Griechenland und wurde in Mogoșoaia im Kreis Ilfov in Rumänien beheimatet. Mitunter exklusiv für Griechenland lizenziert veröffentlichte das Label populäre Interpreten wie Whitesnake, Motörhead und Def Leppard.

## Künstler (Auswahl)
- Ashes You Leave
- Hortus Animae
- Pilgrimage
- Snakeskin God
- Solar Fragment
- Space Mirrors
- Thy Symphony
- Wastefall
- WolveSpirit